# 感王镇
感王镇，是中华人民共和国辽宁省鞍山市海城市下辖的一个乡镇级行政单位。

## 行政区划
感王镇下辖以下地区：
东感王社区、西感王社区、前祥社区、他山村、双铺村、朱家屯村、楼峪村、邓家村、东上夹村、西上夹村、下夹河村、于官村、庙山村、范家村、南石桥村、东粮村、中粮村和西粮村。